# Gyöngyös (řeka)
Gyöngyös [děnděš] (německy Güns) je řeka v Rakousku a v Maďarsku v župě Vas. Pramení v rakouské vesnici Redlschlag. Ústí u města Sárvár do Ráby.

## Sídla ležící u břehu řeky
Gyöngyös prochází následujícími sídly:

### Rakousko
- Redlschlag
- Günseck
- Langeck
- Lockenhaus
- Hammerteich
- Liebing
- Rattersdorf

### Maďarsko
- Kőszeg
- Lukácsháza
- Gyöngyösfalu
- Gencsapáti
- Szombathely
- Táplánszentkereszt
- Tanakajd
- Vasszécsény
- Pecöl
- Megyehíd
- Csénye
- Sárvár